# Шулер (телесериал)
«Шу́лер» — украинский многосерийный телевизионный художественный фильм, криминальная драма 2013 года режиссёра Эдуарда Парри. Производство кинокомпании «Star Media».

## Сюжет
СССР, 1979 год. Костик Волошин ведёт двойную жизнь — с одной стороны он — научный сотрудник небольшого московского НИИ, с другой — карточный шулер высокого класса. Однажды он выигрывает крупную сумму денег у другого «крутого» картёжника «Гоги» и, спасаясь от его расправы, едет в Одессу, откуда сам родом и где живёт его дядя, брат его отца, криминальный авторитет по кличке «Купец», «крышующий» весь город. В Одессе Костик останавливается у местного фотографа Бориса Замша, также бывшего, но уже строго «завязавшего», профессионального шулера, и знакомится с его внучкой Майей, в которую влюбляется.
У Костика есть мечта — уехать за границу. С целью как можно быстрее «заработать» приличную сумму, достаточную для отъезда из страны, он проворачивает одну за другой разные аферы. Однако неожиданно выясняется, что его дядя тоже тайно влюблён в Майю. Балабан ставит Костика перед выбором — либо тот оставляет Майю, и тогда ему прощаются все долги и он может спокойно ехать за границу, либо, в противном случае — он становится личным врагом Балабана.

## В ролях
- Антон Феоктистов — Константин Георгиевич Волошин (Балабанов), профессиональный карточный шулер
- Екатерина Волкова — Екатерина Андреевна Волошина (Балабанова), мать Кости
- Александр Барановский — Георгий Михайлович Балабанов, отец Кости
- Алексей Горбунов — Леонид Михайлович Балабанов, одесский криминальный авторитет «Купец», дядя Кости
- Сергей Сосновский — Борис Аркадьевич Замш, фотограф, старый одесский шулер
- Ольга Лерман — Майя Замш, журналист, внучка Бориса Аркадьевича, возлюбленная Кости
- Владимир Карпов — Эдик Пинкин, «Чахлый», друг детства Кости
- Сергей Алимпиев — Владимир Писаренко, «Писарь», оперуполномоченный одесской милиции, старший лейтенант, друг детства Кости
- Алексей Ведерников — Вячеслав Щетинин, «Чита», фарцовщик, друг детства Кости
- Юлия Галкина — Алла Николаевна Заславская, певица
- Валентин Голубенко — Афанасий, одесский криминальный авторитет «Панас», «вор в законе»
- Людмила Игнатенко — Эсфирь Соломоновна, бабушка Эдика
- Анатолий Барбакару — Виконт, помощник и «правая рука» Балабана
- Егор Герасимов — одесский карточный шулер «Окс»
- Вадим Цаллати — Георгий Иванович, московский карточный шулер «Гога»
- Владимир Лукьянчиков — Мирон, московский бандит, помощник «Гоги»
- Алексей Колган — Алексей Петрович Мелешко, 2-й секретарь одесского райкома КПСС
- Фауст Миндлин — Семён Михайлович Равикович, директор санатория
- Александр Робак — Сергей Николаевич Мамаев, полковник одесской милиции
- Софья Письман — Эмма Исааковна, соседка
- Игорь Воробьёв — Иван Никифорович Макагон, сосед, муж Эммы
- Владислав Бокачев — Валёк, сын Эммы Исааковны и Ивана Никифоровича
- Сергей Неудачин — Сеня-Водолаз, базарный воришка, бывший моряк
- Александр Яковлев — «Золотой», московский «вор в законе»
- Елена Турбал — Таня, сотрудница НИИ, коллега Кости
- Юрий Ваксман — Матвей Иосифович Дреер, дантист, друг Замша
- Карен Аванесян — Арам Ашотович Арутюнян, фокусник
- Заза Чантурия — Жора Пономаренко
- Максим Панькив — Боцман
- Карен Петикян — Арсен
- Станислав Щёкин — врач Олег Анатольевич
- Александр Арутюнян — карточный шулер Рашад
- Валерий Бассэль — Григорий «Люсик» Либерзон, одесский раввин
- Юрий Понзель — «Мурый», бандит из банды Балабана
- Андрей Мирошниченко — Колян, сосед
- Татьяна Параскева — Циля, соседка
- Дроботов, Михаил Капитонович — Курибко, директор вагона-ресторана

## Создание фильма
В основе криминального 10-и серийного сериала «Шулер» лежит судьба реально существующего человека — легендарного советского мошенника и карточного шулера из Одессы Анатолия Барбакару. Он был объявлен во всесоюзный розыск, его искали во всех союзных республиках СССР. В итоге он был арестован и вышел на волю в 1990-е годы, после чего «завязал» и стал писателем, певцом и телеведущим. Анатолий Иванович стал соавтором сценария сериала и сам сыграл в нём роль Виконта, помощника и «правой руки» Балабана.

## Съёмочная группа
- Авторы сценария: Максим Белозор, Анатолий Барбакару
- Режиссёр-постановщик: Эдуард Парри
- Оператор-постановщик: Илья Мелихов
- Композиторы: Алексей Остапчук, Владимир Крипак
- Художник: Лариса Жилко
- Продюсеры: Владислав Ряшин, Артём Доллежаль
- Исполнительный продюсер: Александр Безверхий